# Wiktor Ejsymont
Wiktor Władisławowicz Ejsymont (ros. Виктор Владиславович Эйсымо́нт; ur. 1904 w Grodnie, zm. 31 stycznia 1964 w Moskwie) – radziecki reżyser filmowy. Zasłużony Działacz Sztuk RFSRR. Laureat Nagrody Stalinowskiej (1942, 1947, 1951).
Spoczywa pochowany na Cmentarzu Nowodziewiczym w Moskwie.

## Wybrana filmografia
- 1964: Przygody Tolka Borówki
- 1956: Piękne dni
- 1954: Psotnicy